# Richard Nutzinger
Richard Nutzinger (* 7. Dezember 1896 in Gutach; † 28. November 1963 in Neckargemünd) war deutscher Heimatschriftsteller, alemannischer Dialektdichter und evangelischer Pfarrer.

## Leben
Richard Nutzinger wurde als ältester Sohn des in Gutach tätigen Pfarrers Richard Nutzinger geboren. Er wuchs zunächst dort, später in Efringen im südbadischen Markgräflerland auf und besuchte das humanistische Hebel-Gymnasium Lörrach, wo er 1914 das Kriegsabitur ablegte. Nach der Teilnahme am Ersten Weltkrieg 1914 bis 1918, in dem er verwundet wurde, studierte er Theologie an den Universitäten Heidelberg, Basel und Tübingen. Nach seinem theologischen Examen 1922 war er als Vikar in Lörrach und Freiburg im Breisgau, danach 1929 als Pfarrverweser in Ladenburg und schließlich seit 1930 als Pfarrer in Heddesheim bei Mannheim tätig. Von 1936 bis 1963 wirkte er als Pfarrer in Hauingen im Wiesental. Als Gegner des Naziregimes war er von November 1944 bis April 1945 von der Gestapo in Lörrach inhaftiert. Nach Kriegsende wurde er, der sich selbst als einen „geschworenen Hebelverehrer“ sah, 1947 Mitbegründer und erster Präsident des Lörracher Hebelbundes (bis 1963). Insbesondere in dieser Zeit, aber zum Teil auch schon vorher, schrieb er zahlreiche Gedichte und Theaterstücke in alemannischer Mundart; hinzu kamen verschiedene Schauspiele, Gedichte und unterschiedliche Prosatexte, vor allem über einzelne Aspekte im Leben von Johann Peter Hebel sowie über andere, meist regionale kirchengeschichtliche und theologische Fragen und Ereignisse, auf Hochdeutsch, ferner einige Theaterstücke im Kurpfälzer Dialekt. 1962 erhielt er den Johann-Peter-Hebel-Preis des Landes Baden-Württemberg. Seinem geliebten Heimatdorf Hauingen hat er 1962 den Text des „Hauger (Hauinger) Liedes“ gewidmet. Er starb unerwartet im Alter von knapp 67 Jahren am 28. November 1963 in Neckargemünd, wenige Wochen, nachdem er pensionsbedingt das Wiesental verlassen hatte. Er war verheiratet mit Luise Nutzinger, geborene Keller. Ihr gemeinsamer Sohn Hans G. Nutzinger ist Wirtschaftswissenschaftler und hat 1962 die Melodie des „Hauger (Hauinger) Liedes“ komponiert.

## Werke
- Der Hanspeter. Ein Hebelspiel. Freiburg 1926, Neudruck im Selbstverlag 1957.
- D'Heimetsprooch. Mundartspiel. Privatdruck 1928.
- Der Lautsprecher. Spiel. Privatdruck 1929.
- Das Hanspeterli. Eine Geschichte aus Hauingen um Hebels Geburt. Heidelberg: Evangelischer Verlag Comtesse 1938.
- Was ein altes Pfarrhaus zu erzählen weiß. Geschichten aus dem Hauinger Pfarrhaus und seinen Nachbarn. Heidelberg: Evangelischer Verlag Comtesse 1939.
- Dr Nochruef. Mundartspiel. Privatdruck 1956.
- Um Wort und Sakrament. Festspiel zur 400-Jahr-Feier der Reformation im Markgräflerland. Privatdruck 1956.
- Der Stabhalter. Erzählung aus  Hebels letzten Lörracher Tagen. Lörrach: Hebelbund (o. J.) [1955]
- Paulus Gerhardt. Hochdeutsches Theaterspiel. Privatdruck 1957.
- In aller Stille. Mundartspiel. Privatdruck 1958.
- Die Flachsland. Geschichten aus einer langen Sippe. Privatdruck 1958.
- Von allerhand Kirchendienern. Heitere und besinnliche Erlebnisse. Karlsruhe: Hans Thoma Verlag (o. J.) [1958]
- Hebels Lebensfahrt in Berichten, Geschichten und Gedichten. Freiburg: Rombach (o. J.) [1962].